# Interféron pégylé
Un interféron pégylé (PEG-IFN) est une classe de médicaments comprenant, en 2012, trois substances actives :
- le peginterféron alfa-2a ;
- le peginterféron alfa-2b ;
- le peginterféron bêta-1a[2].

La pégylation de ces interférons augmente la demi-vie de ces derniers dans l'organisme. Ces molécules sont utilisées dans la prise en charge de l'hépatite C, de l'hépatite B et font l'objet d'études concernant la sclérose en plaques.
Il fait partie de la liste des médicaments essentiels de l'Organisation mondiale de la santé (liste mise à jour en avril 2013).